# 670 هـ
670 هـ هي سنة في التقويم الهجري امتدت مُقابلةً في التقويم الميلادي بين سنتي 1271 و1272.

## أحداث
- إنشاء مشيخة الغزاة في الأندلس وتعيين أول قائد لها.

## مواليد
- القاسم بن يوسف التجيبي
- شهاب الدين بن جهبل